# Kozmikus bűn
A Kozmikus bűn (eredeti cím: Cosmic Sin) 2021-ben bemutatott amerikai sci-fi akciófilm Edward Drake rendezésében. A főbb szerepekben Bruce Willis és Frank Grillo látható. 
2021. március 21-én mutatta be a Saban Films, negatív kritikai fogadtatás mellett.

## Cselekmény
2524-ben, négy évszázaddal azután, hogy az emberek elkezdték a külső bolygók gyarmatosítását, James Ford tábornokot újra szolgálatba hívják. Egy ellenséges idegen flotta ugyanis megtámadja a katonákat egy távoli bolygón. Az emberiséget fenyegető veszély hamarosan csillagközi háborúvá fokozódik, Ford egy elit katonákból álló csapattal megpróbálja megállítani a közelgő támadást, mielőtt túl késő lenne.

## Szereplők
| Szerep               | Színész            | Magyar hang    |
| -------------------- | ------------------ | -------------- |
| James Ford           | Bruce Willis       | Sörös Sándor   |
| Eron Ryle tábornok   | Frank Grillo       | Czvetkó Sándor |
| Braxton Ryle         | Brandon Thomas Lee | Gacsal Ádám    |
| Dash                 | Corey Large        |                |
| Dr. Lea Goss         | Perrey Reeves      |                |
| Sol Cantos           | C.J. Perry         |                |
| Alex Locke           | Lochlyn Munro      | Holl Nándor    |
| Marcus Bleck         | Costas Mandylor    | Dózsa Zoltán   |
| Fiona Ardene tizedes | Adelaide Kane      |                |
| Juda Saule           | Eva De Dominici    |                |
| Coco (cameo)         | Johnny Messner     |                |

## Bemutató
A forgatás 2020 márciusában fejeződött be.
2021. március 12-én mutatták be a mozikban, valamint Video on Demand és a digitális platformokon. A Paramount Home Entertainment 2021. május 18-án jelentette meg a filmet DVD-n és Blu-rayen.

## Fogadtatás
A Rotten Tomatoes-on 30%-os értékelést kapott 30 kritika alapján. A weboldal összegzése szerint: „Az vesse rá az első követ, aki mentes a Kozmikus Bűntől – és talán azzal próbálja felébreszteni Bruce Willist is abból az álomból, amiben úgy tűnik, végigalussza ezt a borzalmas sci-fi baklövést.”.
Christy Lemire (RogerEbert.com) nulla csillagos negatív kritikát adott a filmre.

## Fordítás
- Ez a szócikk részben vagy egészben  a   Cosmic Sin című angol Wikipédia-szócikk fordításán alapul.  Az eredeti cikk szerkesztőit annak laptörténete sorolja fel. Ez a jelzés csupán a megfogalmazás eredetét és a szerzői jogokat jelzi, nem szolgál a cikkben szereplő információk forrásmegjelöléseként.